# Hanna-Maria Zippelius
Hanna-Maria Zippelius (* 19. Mai 1922 in Detmold; † 19. August 1994) war eine deutsche Ethologin, die sich über Jahrzehnte hinweg insbesondere mit den angeborenen Grundlagen der Kommunikationsfähigkeit von Kleinsäugern beschäftigte. In ihrem viel beachteten und leidenschaftlich diskutierten Alterswerk (mit dem bewusst doppeldeutigen Titel „Die vermessene Theorie“) veröffentlichte sie 1992 eine umfassende Beschreibung, Analyse und Kritik der Instinkttheorie von Konrad Lorenz und Nikolaas Tinbergen.

## Werdegang
Nach dem Abitur 1940 begann Hanna-Maria Zippelius das Studium der Zoologie, Botanik und Chemie in Freiburg im Breisgau. Im November 1941 ging sie nach München, wo sie u. a. bei Karl von Frisch an der Erforschung der Ultraschallorientierung von Fledermäusen arbeitete. Vom November 1943 bis zum 1. Mai 1945 war sie als wissenschaftliche Hilfskraft unter Karl von Frisch bei der vom Reichsforschungsdienst eingeleiteten „Nosema-Seuchenbekämpfung“, der Bekämpfung einer Bienen-Seuche, tätig.
Am 24. Mai 1944 promovierte Hanna-Maria Zippelius zur Dr. rer. nat. in München über „Die Paarungsbiologie einiger Orthopteren-Arten“, u. a. am Beispiel der Feldgrille. Danach war sie 1946/47 hauptsächlich als ehrenamtliche wissenschaftliche Hilfskraft am Lippischen Landesmuseum Detmold tätig. Im September 1947 begann sie das Studium der Humanmedizin, zunächst in Marburg und ab 1948 in Bonn, mit dem Ziel, im Grenzgebiet zwischen Biologie und Medizin zu arbeiten.
In den 1950er-Jahren arbeitete sie mit Hilfe von insgesamt vier einjährigen Forschungsstipendien der Deutschen Forschungsgemeinschaft (DFG) in einem Schwerpunktprogramm der Bundesregierung über „Verhaltensforschung und Sinnesphysiologie“, auf Antrag u. a. von Konrad Lorenz. Dies führte zu einer engen Zusammenarbeit mit Wolfgang Schleidt vom Max-Planck-Institut für Verhaltensphysiologie auf dem Gebiet der Ultraschall-Orientierung von diversen Mäusearten sowie beim Gartenschläfer und beim Wiesel.
1958 bestand Hanna-Maria Zippelius das medizinische Staatsexamen, so dass sie als Ärztin hätte tätig werden können. Ab Oktober 1959 arbeitete sie allerdings als Lehrbeauftragte für die Verhaltensbiologie der Säugetiere am Zoologischen Institut der Universität Gießen (bis Sommer 1967). Am 27. Januar 1965 folgte ihre Habilitation für Zoologie an der Universität Gießen mit der Schrift „Verständigungsmittel einheimischer Kleinsäugetiere, ein Beitrag zum Problem der Tier-Sprache“.
Ab dem 1. April 1966 war sie als Lehrbeauftragte für Verhaltensforschung an der Universität Bonn angestellt, wo sie am 20. Dezember 1967 zur Privatdozentin für Zoologie (speziell für Verhaltenskunde) wurde. Am 13. März 1969 wurde sie in Bonn zur Universitätsdozentin und am 21. November 1972, ebenfalls in Bonn, zur Professorin berufen.
Am 31. Juli 1987 wurde sie emeritiert. Nach dem frühen Tod von Prof. Klaus Immelmann vertrat sie von Oktober 1987 bis September 1989 den Lehrstuhl für Verhaltensphysiologie an der Universität Bielefeld.
Aus ihrer Ehe mit dem Museumsdirektor Adelhart Zippelius ging die Physikerin Annette Zippelius hervor.

## Forschungsthemen
Nach ihrem anfänglichen Forschungsschwerpunkt, der Ultraschall-Kommunikation bei Fledermäusen, Mäusen und anderen Kleinsäugern hatte Hanna-Maria Zippelius seit ihrer Lehrtätigkeit in Gießen Studien zu ganz unterschiedlichen Fragestellungen aus dem Gebiet der Kommunikation angeregt und begleitet, u. a. über angeborene und erworbene Verhaltensweisen beim menschlichen Säugling, über Analogien im Verhalten von Mensch und Tier, über Laute im Sozialgefüge nicht-hominider Primaten, über Ähnlichkeiten im Verhalten von Waldhund und Haushund, über das Duftmarkieren bei Säugern, zur Balz des Auerhahns, über Drohgesten bei Vögeln, zum Gesangserwerb bei Zebrafinken und zum Territorialverhalten von Anemonenfischen.

### Auf dem Prüfstand: die Instinkttheorie
Im Sommer 1980 begann Zippelius während der Brutperiode mit Freilandbeobachtungen in der Silbermöwen-Kolonie auf der Nordsee-Insel Langeoog. Die wiederholten Studienaufenthalte auf Langeoog sowie anschließende Laborexperimente mit Silbermöwen-Eiern und -Küken ließen rasch ernste Zweifel aufkommen, ob frühere verhaltenskundliche Studien (u. a. von Nikolaas Tinbergen) zum Beispiel die Mechanismen der Eierkennung bei Silbermöwen korrekt interpretiert hatten. So konnte auch nach mehreren hundert Tests keine Bevorzugung „über-normalen“ Auslöser (sprich: je größer das Ei, desto intensiver die Reaktion) nachgewiesen werden.
Als nicht reproduzierbar erwiesen sich in den Bonner Kontrolluntersuchungen ferner Behauptungen von Tinbergen zur Eltern-Erkennung bei Silbermöwen-Küken. Im Unterschied zu älteren Behauptungen legten die Tests der Arbeitsgruppe Zippelius nahe, dass Silbermöwen keine „angeborene Kenntnis“ ihrer Eltern besitzen, sondern alle nahen, auffälligen Objekte intensiv bepicken und schließlich lernen, wer ihnen das Futter bringt.
Aus Sicht von Zippelius nicht länger haltbar waren ferner Deutungen zum Verhalten der Dreistachligen Stichlinge, die gleichfalls auf Nikolaas Tinbergen zurückgehen. Seinen Publikationen aus der ersten Hälfte der 1930er-Jahre zufolge galt der rote Bauch eines männlichen Stichlings als kampfauslösendes Merkmal. Die von ihm publizierten Deutungen des Verhaltens der Stichlinge, die auf Experimenten seiner Studenten beruhten, erwiesen sich jedoch als methodisch anfechtbar. Mehrere experimentelle Überprüfungen in den 1990er-Jahren deuteten auf wesentlich komplexere Ursachen für Revierkämpfe hin. Irenäus Eibl-Eibesfeldt wies im Zuge der Kontroverse um die Gültigkeit der ursprünglichen Befunde darauf hin, dass die von Zippelius angeführten Experimente aus dem Grund fehlgeschlagen waren, weil sich die Stichlingsmännchen dabei nicht in ihrem gewohnten Territorium, sondern in einem neutral gestalteten Aquarium, also in fremder Umgebung, befunden hatten. „Man kann nicht oft genug wiederholen, wie wichtig es ist, zunächst einmal die Tiere kennenzulernen, bevor man mit ihnen experimentiert“, kommentierte er Zippelius' Versuchsanordnungen.
Eibl-Eibesfeldts Kommentar steht jedoch in Widerspruch zu weiteren, unabhängigen Wiederholungen der Stichlings-Experimente denen zufolge das männliche Kampfverhalten von diversen Umwelteinflüssen mitbestimmt wird. Die Rotfärbung der männlichen Stichlinge gilt heute zudem primär als ein Signal an paarungsbereite Weibchen, anhand dessen sie den Gesundheitszustand der Männchen abschätzen können. Auch der Verhaltensforscher und Tinbergen-Biograph Hans Kruuk schrieb unter Bezug auf die „Stichlings-Story“, „dass zentrale Elemente falsch waren.“

### Reaktionen
Die Kritik von Zippelius an wesentlichen Belegen für die von Tinbergen und Konrad Lorenz entwickelte Instinkttheorie, die 1992 in ihrem 300 Seiten starken Lehrbuch „Die vermessene Theorie“ zusammengefasst wurde, löste 1993/94 eine ungewöhnlich heftige öffentliche Debatte im deutschsprachigen Raum aus. Getragen wurde sie anfangs vor allem von schulunterrichtsnahen Medien wie Biologie heute („Ethologie auf dem Prüfstand“) und Psychologie Heute („Theorie ohne Wert?“), zugleich aber auch von der Frankfurter Allgemeinen Zeitung („Schlüsselreize im Zwielicht“), und dem Rheinischen Merkur sowie später – nachdem der Deutsche Forschungsdienst in einem seiner „Berichte aus der Wissenschaft“ das Thema aufgegriffen hatte – unter verschiedenen Überschriften u. a. in der Hamburger Morgenpost („Hat Lorenz die Tiere falsch verstanden?“), der Neuen Osnachbrücker Zeitung (20. März 1993), der Frankfurter Rundschau (3. April 1993), der Schweizer Weltwoche (15. April 1993), den Salzburger Nachrichten (24. April 1939), der Hannoverschen Allgemeinen Zeitung (8. Mai 1993) und der Schwäbischen Zeitung (26. Mai 1993).
Die Reaktion der wenigen seinerzeit noch existierenden, klassisch-ethologischen Arbeitsgruppen bestand u. a. darin, dass Zippelius' Arbeitsgruppe ihrerseits vorgeworfen wurde, Daten der kritisierten Ethologen verfälscht zu haben, um sie widerlegen zu können. Erneute Wiederholungen der von Zippelius beanstandeten historischen Verhaltensexperimente, die zu einer Klärung der wechselseitigen Vorwürfe hätten beitragen können, wurden jedoch nur beim Dreistachligen Stichling bekannt und bestätigten Zippelius' Kritik. Der Tod von Hanna-Maria Zippelius bereitete der Debatte schließlich ein jähes Ende: Die jüngeren Verhaltensbiologen arbeiteten zumeist ohnehin schon nicht mehr auf Basis der Instinkttheorie (sondern auf dem Gebiet der Verhaltensökologie, der Soziobiologie oder der Sinnesphysiologie), und den wenigen verbliebenen, deutschsprachigen Anhängern der klassischen vergleichenden Verhaltensforschung fehlte nun der Widerpart, an dem sie sich reiben konnten. Ein Gesamtmodell zum Verständnis des Verhaltens zu finden ist seither nicht mehr versucht worden.

## Schriften (Auswahl)
- mit Friedrich Goethe: Ethologische Beobachtungen an Haselmäusen (Muscardinus a. avellanarius L.). In: Zeitschrift für Tierpsychologie. Band 8, Nr. 3, 1951, S. 348–367, doi:10.1111/j.1439-0310.1951.tb00179.x.
- mit Wolfgang Schleidt: Ultraschall-Laute bei jungen Mäusen. In: Naturwissenschaften. Band 43, Nr. 21, 1956, S. 502–502, doi:10.1007/BF00632534.
- Soziale Hautpflege als Beschwichtigungsgebärde bei Säugetieren. In: Zeitschrift für Säugetierkunde. Band 36, Nr. 5, 1971, S. 284–291, Volltext (PDF).
- Die Karawanenbildung bei der Feld- und Hausspitzmaus. In: Zeitschrift für Tierpsychologie. Band 30, Nr. 3, 1972, S. 305–320, doi:10.1111/j.1439-0310.1972.tb00859.x.
- Ultraschall-Laute nestjunger Mäuse. In: Behaviour. Band 49, Nr. 3/4, 1974, S. 197–204, doi:10.1163/156853974X00516.
- Die vermessene Theorie. Eine kritische Auseinandersetzung mit der Instinkttheorie von Konrad Lorenz und verhaltenskundlicher Forschungspraxis. Vieweg, Braunschweig 1992, ISBN 3-528-06458-7, (eingeschränkte Buchvorschau).
- Der vielzitierte Stichling – wirklich ein Musterbeispiel für Schlüsselreize? In: Biologie in der Schule. 42. Jahrgang, Nr. 9, 1993, S. 312–318.
- Schlüsselreize – ja oder nein? Ergebnisse von Attrappenversuchen zum Bettelverhalten von Silbermöwenküken. In: Biologie heute. Nr. 397, Mai 1992, S. 1–5 (= Beilage zur Naturwissenschaftlichen Rundschau. 45. Jahrgang, Nr. 5, 1992).

## Belege
1. ↑  Universität Bonn: Professorin Hanna-Maria Zippelius. Nachruf in: Chronik und Bericht über die akademischen Jahre 1992/93 und 1993/94. Jahrgang 108/109, Neue Folge Jahrgang 97/98, Bonn o. J., S. 179–180.
2. ↑  Hubert J. Gieß: Verhaltensforschung: Theorie ohne Wert? (Memento vom 25. November 2009 im Internet Archive) Erschienen in: Psychologie heute. Juli 1993, S. 9–10.
3. ↑  Hanna-Maria Zippelius: Die vermessene Theorie. Eine kritische Auseinandersetzung mit der Instinkttheorie von Konrad Lorenz und verhaltenskundlicher Forschungspraxis. Vieweg, Braunschweig 1992, ISBN 3-528-06458-7.
4. ↑  in Irenäus Eibl-Eibesfeldt: Grundriß der vergleichenden Verhaltensforschung. München und Zürich 1999, S. 180.
5. ↑  K. J. Bolyard, W. J. Rowland: Context-dependent response to red coloration in stickleback. In: Animal Behavior. Band 52, 1996, S. 923–927.
6. ↑  M. Milinski, T. C. M. Bakker: Female sticklebacks use male coloration in mate choice and hence avoid parasitized males. In: Nature. Band 344, 1990, S. 330–333.
7. ↑  „Looking back at the stickleback story (...) one can see that vital details were wrong.“ Hans Kruuk: Niko's Nature. The Life of Niko Tinbergen and his Science of Animal Behaviour. Oxford University Press, 2003, S. 88.
8. ↑  Auch Graugänse gehen fremd. Auf: welt.de vom 27. Februar 2009.
9. ↑  Elisabeth von Falkenhausen: Ethologie auf dem Prüfstand. In: Biologie heute. Nr. 403, November 1992, S. 9–10.
10. ↑  Hubert J. Gieß: Verhaltensforschung: Theorie ohne Wert? (Memento vom 25. November 2009 im Internet Archive) Erschienen in: Psychologie Heute. Juli 1993, S. 9–10.
11. ↑  Karl-Heinz Wellmann: Angeborenes bei Mensch und Tier. In: RAABits Biologie. Loseblattsammlung, 1994: Heidelberg (Raabe-Fachverlag für die Schule) = gekürzter Nachdruck von: „Schlüsselreize im Zwielicht.“ In: Frankfurter Allgemeine Zeitung vom 13. Januar 1993, S. N1.
12. ↑  Michael Apel: Mit Reizen geizen. Verhaltensforscher streiten um eine zentrale These. In: Rheinischer Merkur vom 22. Januar 1993.
13. ↑  Karl-Heinz Wellmann: Wo die Nobelpreisträger Lorenz und Tinbergen irrten. Bekannte Verhaltensdeutungen widerlegt. In: Deutscher Forschungsdienst Nr. 9/1993 vom 2. März 1993.
14. ↑  Anke Geffers: Hat Lorenz die Tiere falsch verstanden? In: Hamburger Morgenpost vom 2. Juni 1993
15. ↑  Dierk Frank: Schlüsselreiz – ein überholter Begriff der Ethologie? In: Biologie heute. Nr. 402, Oktober 1992, S. 5–6.
16. ↑  Gerd-Heinrich Neumann: Zum Problem der Schlüsselreize. In: Praxis der Naturwissenschaften. Band 42, Nr. 1, 1993, S. 30–35.
17. ↑  Kurt Kotrschal: Man will genetische Basis des Verhaltens nicht akzeptieren. In: Salzburger Nachrichten vom 12. Juni 1993.

| Personendaten    | Personendaten               |
| ---------------- | --------------------------- |
| NAME             | Zippelius, Hanna-Maria      |
| KURZBESCHREIBUNG | deutsche Verhaltensbiologin |
| GEBURTSDATUM     | 19. Mai 1922                |
| GEBURTSORT       | Detmold                     |
| STERBEDATUM      | 19. August 1994             |